# Jürgen Gmeiner
Jürgen Gmeiner (* 12. September 1978) ist ein ehemaliger österreichischer Fußballspieler und nunmehriger -trainer.

## Karriere

### Als Spieler
Gmeiner begann seine Karriere beim SC Hohenweiler 72. Zur Saison 1991/92 wechselte er zu Schwarz-Weiß Bregenz. Zur Saison 1993/94 kam er in die Jugend des FC Dornbirn 1913, ehe er 1994 wieder nach Bregenz zurückkehrte. Dort spielte er ab 1995 dann in der Reserve. Zur Saison 1997/98 wechselte er zum Zweitligisten SCR Altach. Dort gab er im August 1997 gegen den First Vienna FC sein Debüt in der zweiten Liga. In seiner ersten Zweitligaspielzeit kam er zu 16 Einsätzen, zu Saisonende musste er mit Altach jedoch in die Regionalliga absteigen.
Zur Saison 1999/2000 wechselte er zum Ligakonkurrenten FC Lustenau 07. Mit Lustenau stieg er 2001 in die zweithöchste Spielklasse auf. In der Saison 2001/02 kam er zu 14 Einsätzen, in denen er ein Tor erzielte. Nach zwei weiteren Einsätzen in der Hinrunde 2002/03 kehrte er im Jänner 2003 zum viertklassigen FC Dornbirn zurück. Zur Saison 2003/04 schloss er sich dem Regionalligisten FC Hard an. Zur Saison 2004/05 wechselte er wieder eine Liga tiefer zum SV Lochau. Mit Lochau stieg er 2007 aus der Vorarlbergliga ab.
Im Jänner 2008 wechselte er dann zum viertklassigen FC Wolfurt. Für Wolfurt kam er zu sieben Einsätzen in der Vorarlbergliga. Zur Saison 2008/09 zog Gmeiner weiter zum sechstklassigen FC Hörbranz. Für Hörbranz kam er in zwei Spielzeiten zu 21 Einsätzen in der 1. Landesklasse. Nach der Saison 2009/10 verließ er den Verein. Nach zweieinhalb Jahren ohne Klub kehrte er im Jänner 2013 zu seinem Heimatverein SC Hohenweiler zurück, für den er noch dreimal in der siebthöchsten Spielklasse spielte, ehe er nach der Saison 2012/13 seine Karriere beendete.

### Als Trainer
Gmeiner trainierte nach seinem Karriereende unter anderem in der Jugend des FC Hörbranz. Im Jänner 2016 übernahm er seinen Ex-Klub SC Hohenweiler 72 als Cheftrainer. Nach der Saison 2015/16 verließ er den Klub wieder.